# Natalia Hadjiloizou
Natalia Hadjiloizou, nata Natallja Baranoŭskaja (in bielorusso Наталля Бараноўская?; Vicebsk, 23 marzo 1979), è un'ex nuotatrice bielorussa con cittadinanza cipriota.

## Carriera
Fino al 2000, anno in cui trionfò a livello continentale nei 200m stile libero, gareggiò per la Bielorussia poi, in seguito al suo trasferimento a Cipro, ha deciso di cambiare nazionalità.

## Palmarès
- Mondiali in vasca corta:

Atene 2000: bronzo nei 200m stile libero.
- Europei

Istanbul 1999: bronzo nei 200m stile libero.
Helsinki 2000: oro nei 200m stile libero e argento nei 400m stile libero.
- Europei in vasca corta

Lisbona 1999: argento nei 400m stile libero e bronzo nei 200m stile libero.